# (163364) 2002 OD20
(163364) 2002 OD20 es un asteroide que forma parte de los asteroides Apolo, descubierto el 21 de julio de 2002 por el equipo del Near Earth Asteroid Tracking desde el Observatorio del Monte Palomar, Estados Unidos.

## Designación y nombre
Designado provisionalmente como 2002 OD20.

## Características orbitales
2002 OD20 está situado a una distancia media del Sol de 1,365 ua, pudiendo alejarse hasta 1,869 ua y acercarse hasta 0,8615 ua. Su excentricidad es 0,369 y la inclinación orbital 4,188 grados. Emplea 582,907 días en completar una órbita alrededor del Sol.

## Características físicas
La magnitud absoluta de 2002 OD20 es 18,8.